# Гарольд Обунга
Гарольд Обунга (21 листопада 1959 — 16 вересня 1995) — кенійський боксер. Він брав участь у змаганнях у важкій вазі серед чоловіків на літніх Олімпійських іграх 1988 року. У чвертьфіналі програв Андрію Голоті.